# 1re cérémonie des St. Louis Film Critics Association Awards
La 1re cérémonie des St. Louis Film Critics Association Awards, décernés par la St. Louis Film Critics Association, a eu lieu le 10 février 2005. Ils ont été attribués pour des films sortis avant le 31 décembre 2004.

## Palmarès

### Meilleur film
- Aviator (The Aviator)

### Meilleur réalisateur
- David Cronenberg pour A History of Violence

### Meilleure photographie ou effets visuels/spéciaux
- La Guerre des mondes (War of the Worlds) – Randal M. Dutra, Pablo Helman, Dennis Muren et Daniel Sudick

### Meilleur film en langue étrangère
- Un long dimanche de fiançailles  France  États-Unis

### Meilleur documentaire
- La Marche de l'empereur